# جاك جونز (صحفي أمريكي)
جاك جونز (بالإنجليزية: Jack Jones)‏ هو صحفي أمريكي، ولد في 1950، وتوفي في 1991.